# Умра
Умра (араб. عمرة‎) — мале паломництво до мекканської Кааби, яке, на відміну від хаджу, може проводитись у будь-який час. Умру найкраще здійснювати у місяці рамадан, раджаб і зуль-хіджжа (коли умра здійснюється разом із хаджем). У ісламі здійснення самостійної умри вважається актом особистого благочестя і на відміну від хаджу не є обов'язковим обрядом.

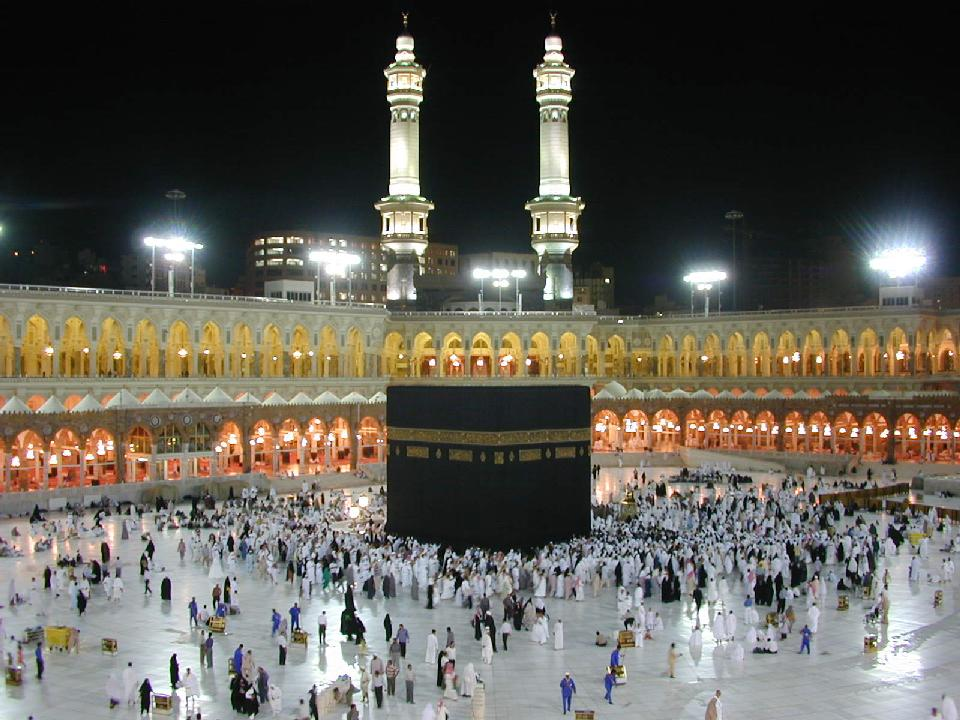
Паломники, що обходять довкола Кааби, в Мецці під час умри в 2007 р.

Умрі передує обряд прийняття іхраму, після чого паломник входить на територію Мечеті Аль-Харам, обходить Каабу (таваф), молиться, п'є воду із Замзаму і сім разів пробігає між пагорбами Сафа і Марва (сай). Якщо після умри не відбувається хадж, то паломник виходить зі стану іхрам.
Доісламська умра здійснювалась у весняному місяці раджабі та була сезонним обрядом. Елементами умри були, очевидно, обряди прийняття іхраму, таваф і принесення жертв, сай не входив до умри, про що свідчить сура 2: 158/153. Об'єднання умри і хаджу в 632 р. стало проявом релігійної політики Мухаммеда, що намагався ісламізувати основні язичницькі обряди.